# Tomislav Zubčić
Tomislav Zubčić (Zadar, 17. siječnja 1990.) hrvatski je profesionalni košarkaš. Visok 2,12 m može igrat na poziciji krilnog centra i centra, a trenutačno igra prvu njemačku košarkašku ligu za klub Telekom Baskets Bonn.  

## Karijera
Dugo je bio član druge momčadi Cibone, a 2007. je pozvan u prvu momčad. Svoju prvu sezonu je uglavnom bio na klupi, a početkom sljedeće sezone debitirao je u NLB ligi. Dana 16. studenoga 2008. debitirao je protiv momčadi Vojvodine u pobjedi od 99-75. Odigrao je 13 minuta, što mu je bilo dovoljno za 9 poena (3/6 za dva, 1/1 za tricu) uz 3 "ukradene" lopte i 3 skoka. Prije početka sezone 2009./10. Velimir Perasović izjavio je da će biti malo prilika za domaće igrače, ali nakon odličnih igara na Svjetskom prvenstvu u Novom Zelandu od Zubčića se očekuje potpuna afirmacija u dresu Cibone. U 1. kolo NLB lige 2009./10. solidno je odigrao te s 13 poena (trice 4/5) protiv Širokog bio drugi strijelac svoje momčadi. Godine 2012. izabran je kao 26 pick druge runde NBA drafta, a izabrala ga je momčad Toronto Raptors
Nakon provedenih 6 godina u KK Cibona Tomislav odlazi na pola sezone u Litvu u BC Lietuvos Rytas. U Litvi je ostao zapisan kao drugi najbolji novak zabivši 31 poen u svojoj prvoj utakmici za Rytas.
Nakon samo pola sezone provedene u Litvi vraća se u Hrvatsku u košarkaški klub Cedevita. U Cedeviti je proveo dvije sezone a na polovici treće sezone raskinut je ugovor od strane kluba. U priopćenju iz kluba je rečeno da svojom igrom i ponašanjem nije zadovoljio klupske standarde. Nakon toga Zubčić se posvetio radu na svojoj igri i unaprjeđenju iste. Odlazi preko bare u NBA D razvojnu ligu gdje nastupa za drugu momčad NBA kluba Oklahoma City Tunder, u klub Oklahoma City Blue.
Nakon sezone provedene u NBA-D ligi vraća se u Europu točnije u Rusiju u Avtodor Saratov gdje ostaje dva mjeseca te nakon toga ostaje u Rusiji u klubu Nizhny Novgorod s kojim igra VTB United ligu te EuroCup do kraja sezone 2016-2017. 
Sezonu 2017-2018 započinje u Turskom prvoligašu B.K.Trabzonspor. Nakon odigrane samo 4 utakmice dolazi do raskida ugovora od strane kluba. Trabzonspor nije javno obznanio razloge raskida ugovora, ali ostaje zanimljivo pitanje zašto su ga potpisali, a zatim mu nisu dali priliku da pokaže svoju igru. Zubčić je u pripremnim utakmicama pred sezonu igrao manje od 10 minuta po utakmici. Tomislav za svog boravka u Turskoj na terenu nije proveo više od 5 minuta bez izlaska iz igre.
Nakon nešto više od mjesec dana bez kluba Zubčić je potpisao u Njemačku u Telekom Baskets Bonn, s kojim igra 1. njemačku košarkašku ligu i FIBA ligu prvaka. U prvih 9 utakmica u nacionalnoj ligi u prosjeku bilježi 15,2 poena, 5,2 skoka te ima efikasnost 17,2. Trenutačno je najbolji strijelac lige s pozicije krilnog centra. 

## Nike Hoop Summit 2009.
Nakon što je izabran u U-19 reprezentaciju Svijeta na Nike Hoops Summitu 2009., Zubčić je s 19 poena, uz Srbina Milana Mačvana (23 poena, 14 skokova) i Litavca Donatasa Motiejunasa (21 poen) predvodio svoju reprezentaciju do tek 3 pobjede nad američkom juniorskom reprezentacijom.

## Hrvatska košarkaška reprezentacija
Bio je član hrvatske juniorske reprezentacije s kojom je osvojio broncu na Europskom U-18 prvenstvu 2008.  U sljedećem ciklusu s hrvatskom juniorskom reprezentacijom, Zubčić je također osvojio brončanu medalju. 

## Vanjske poveznice
|  | Zajednički poslužitelj ima još gradiva o temi Tomislav Zubčić |